# Zortziko
Vous lisez un « article de qualité » labellisé en 2013.
Le zortziko (en français, littéralement « de huit », traduit par « formé de huit » ou « octavin ») désigne, dans la culture du Pays basque, une forme poétique traditionnelle illustrée par les bertsolari et une danse traditionnelle caractéristique, mesurée à cinq temps (notée 
, ou 
) avec rythme pointé.
En tant que poème, le zortziko est largement représenté dans le cadre des joutes oratoires où deux bertsolari doivent faire preuve d'imagination, de verve comique et de sens de la répartie en improvisant et en se répondant devant un public appelé à choisir le vainqueur. Cette pratique, proche de la tradition des jeux floraux, est toujours vivante au Pays basque.
En tant que rythme de danse, le zortziko a fait l'objet de recherches folkloriques, mais aussi de controverses musicologiques, jusqu'au début du XXe siècle. Les travaux de collectage et d'analyse ethnomusicologique du père Azkue et du père Donostia ont permis d'en dégager le caractère authentique et spécifiquement basque.
Dès le milieu du XIXe siècle, des compositeurs de musique classique se sont intéressés au « rythme de zortziko » en l'intégrant dans le répertoire du piano, de l'orchestre, de la musique vocale et de la musique de chambre, élevant le zortziko à un niveau de qualité, de popularité et d'universalité comparable à celui de la habanera (sur une mesure à 
, avec rythme pointé) et de la sicilienne (sur une mesure à 
, également avec rythme pointé).

## Origine
Dans son étude littéraire Figures et choses qui passaient, publiée en 1898, un an après son « roman basque » Ramuntxo, Pierre Loti évoque « ces vieux airs à cinq temps, dont le rythme est pour dérouter nos oreilles et dont on ne sait plus l'âge ». Selon Carlos Sanchez Equiza, le zortziko « semble avoir été à l'origine une danse chantée — son nom ferait allusion au nombre de vers ou d'hémistiches — et il s'agit encore aujourd'hui d'une forme poétique et d'une danse ».

Dans Carmen de Prosper Mérimée, publié en 1845, « le héros Don José, navarrais, se singularise en Andalousie parce qu'il chante des zortzikos déchirants en s'accompagnant sur la guitare ». Le narrateur de cette nouvelle en témoigne : 

« Sa voix était rude, mais pourtant agréable, l'air mélancolique et bizarre ; quant aux paroles, je n'en compris pas un mot.
— Si je ne me trompe, lui dis-je, ce n'est pas un air espagnol que vous venez de chanter. Cela ressemble aux zorzicos que j'ai entendus dans les Provinces, et les paroles doivent être en langue basque. »

La double nature du zortziko, poétique et musicale, son ancienneté et son originalité l'ont fait considérer à la fin du XIXe siècle comme « l'incarnation du caractère basque » et « la preuve musicale d'un archaïsme euskarien fortement revendiqué ».
Les travaux de collectage de Juan Ignacio de Iztueta, au XIXe siècle, suivis par ceux du père Donostia et du père Azkue au XXe siècle, ont permis de rassembler un nombre important de pièces dans les sept provinces du Pays basque, classées, authentifiées et analysées afin de lever certaines ambiguïtés sur ces questions de forme et de caractère.

## Poésie
Zortzi signifie « huit » en basque, -ko est un suffixe pour « (forme) de ». Zortziko (prononcé [sɔʁ.tsi.ko], sortsiko) se traduit donc littéralement par « formé de huit » : Julien Vinson propose l'équivalent « octavin », en français. Denis Laborde insiste sur le fait que l'on ne peut rien affirmer de plus avec certitude : « de huit temps, de huit pas, de huit danseurs ? Nul ne le sait. « De huit » ne se rapporte à aucun nom. Il n'est plus un déterminant. L'ellipse le place, ici, en position de normalisation ».

### Composition

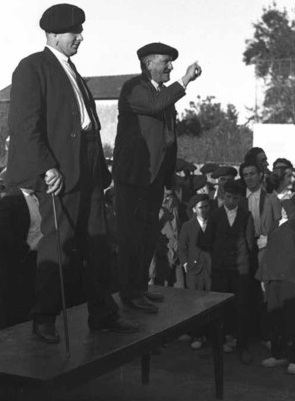
Deux bertsolari improvisant aux fêtes de Sare, en 1937.

Dans la poésie traditionnelle du bertsu (prononcé [bɛʁ.tsu], bèrtsou) ou bertso, le zortziko désigne une forme poétique de huit vers alternant deux mètres de longueurs différentes, selon Éric Dicharry. Il en existe deux types : le zortziko handia (ou zortziko « long », prononcé ['an.di.a], han'dia) composé de décasyllabes et d'octosyllabes, et le zortziko txikia (ou zortziko « court », prononcé [tʃi.ki.a], tchikia) composé de vers de sept syllabes et de vers de six syllabes.
Il ne semble pas que la rime ait constitué à l'origine une contrainte stricte pour ces poèmes. Gorka Aulestia observe que la notion de rime est différente en langue basque, par rapport au français ou à l'espagnol. Selon Danielle Bohler et Gérard Peylet, cependant, la présence d'une rime unique fait du zortziko « une strophe formée de huit hémistiches, donc quatre vers ». Dès lors, « si chaque vers comporte 13 syllabes (7/6), c'est un petit zortziko : zortziko txiki. Si chaque vers comporte 18 syllabes (10/8), c'est un grand zortziko : zortziko haundi », également orthographié zortziko handi. La césure (etena) après la cinquième syllabe du zortziko handi « fait que sa métrique est composée de quatre points de dix-huit syllabes organisés en trois temps : 5/5//8A ».
La rime offre au bertsolari (le « faiseur de vers ») un moyen mnémotechnique fort utile : « Instituée en genre poétique, l'improvisation des bertsolari est alors gouvernée par un pacte linguistique qui régit les conditions d'authentification et d'évaluation de la parole proférée […] À une syllabe du texte est associée une, et une seule, note de la mélodie (du timbre vocal). Dès lors, choisir la mélodie sur laquelle on va improviser son poème, c'est définir, par avance, la structure formelle du poème ».
Une étude approfondie, réalisée par Aulestia, permet d'affiner ce jugement. Il apparaît ainsi que « des vers courts, peu marqués par la rime et comptant peu de syllabes, sont plus appropriés pour une narration ou un échange dialectique poignant. Ces vers correspondent au modèle de la poésie épique et démontrent un esprit subtil. Inversement, des vers plus longs, multisyllabiques et comportant plus de quatre rimes, favorisent davantage le lyrisme et la dramatisation, ce qui convient mieux au bertsolari visant à obtenir un climax ».
Cette étude répertorie plus de trente modèles poétiques différents, répartis en sept grandes catégories. La première, de loin la plus représentée, comprend un premier modèle (nagusia, ou « majeur ») correspondant au zortziko handi, noté 10/8A, et un second modèle (txikia, ou « mineur ») correspondant au zortziko txiki, noté 7/6A. Aulestia considère néanmoins que le modèle « classique » comportait 15 syllabes (8/7A).
Le zortziko relève d'une tradition orale. La plupart des ouvrages en donnent une transcription sur quatre vers, suivant l'usage de la tradition écrite. Il convient de souligner que cette pratique reste arbitraire, puisque « l'improvisation, en tant qu'expression d'une littérature orale, ne s'appuie sur aucun texte écrit ou aucune formule préétablie. Le bertso trouve son origine dans une langue riche en suffixes. C'est dans la nature même de l'euskara que le vers puise son caractère unique ».

### Joutes debertsolari
L'art poétique du bertso n'a rien d'élitiste. Même si sa forme est précisément codifiée, le zortziko est avant tout destiné à être chanté de manière spontanée, selon le principe d'un échange de pointes entre deux bertsolari, en présence d'un public dont les rires et les applaudissements vont désigner le vainqueur. Selon Jean Haritschelhar, « toute l'attention du bertsolari est concentrée sur le dernier vers, celui qui doit faire mouche ». Celui-ci est parfois repris en bis par le chanteur, dans un souci de conclusion musicale.
La verve des opposants est encore encouragée par un « sujet imposé ». Une situation est évoquée brièvement, à partir de laquelle chaque bertsolari compose un poème visant, le plus souvent, à désarçonner son adversaire. Selon Gorka Aulestia, un bertsolari doit posséder les qualités suivantes : « une parfaite maîtrise de l'euskara, l'amour de la forme, la créativité, l'imagination, la sensibilité, une bonne écoute des réactions du public et une grande maîtrise de soi ». À ces critères essentiels s'ajoutent « une excellente mémoire, des réflexes rapides, un sens de l'humour et de l'ironie, et une certaine prestance (plaza gizona) ».
Depuis le début des années 2000 ont été créées des écoles de versification ouvertes aux plus jeunes, et où « les messages sont aussi portés par des femmes, de plus en plus nombreuses dans le monde des bertso » : « les compétitions récentes abordent des sujets modernes. À Agurain, les jeunes compétiteurs devaient, par des vers chantés en basque, répondre au thème suivant : « Il est 2h du matin, tu fais la fête avec tes amis. En regardant ton portable, tu remarques que tes parents t'ont appelé sept fois ». Secrets de jeune bertsolari ».

#### Zortziko handi
Lors d'une « joute de bertsolari » organisée le 27 décembre 1982 dans les studios de la radio Gure Irratia (« Notre Radio ») de Villefranque, la situation imposée aux participants assimilait l'un d'eux à une cloche d'église (ezkila), réveillant tout le village à six heures du matin, et l'autre à un ouvrier (langilea) réveillé trop tôt à son goût. Ce dernier choisit donc d'apostropher son adversaire avec ce zortziko handi :
| Beti horrela jotzen ditutzu / Batzu bai eta bestea, Ezin ditaike zure bidea / Nolaspait doaike hestea. Bainan goizean emaiten nauzu / Au ! zer beharri haustea. Merezi zinuke bai zinez zuk / Zure mihia moztea. | Toujours de la même manière vous sonnez, tantôt l'une et tantôt l'autre, Il est, de toute façon, impossible d'arrêter votre marche. Mais le matin, oh ! quel mal aux oreilles vous me donnez ! Vous mériteriez vraiment qu'on vous coupe la langue. |

Au début du XXIe siècle, les bertsolari échangent également sur la toile :
| Modernitate delako horek / eni egin daut zimiko, Frantsestu gara Amerika hartu / ez gara gure herriko, Gure hizkuntza galtzera goaz / eternitate guziko, Eta beldur naiz ez ote dudan / ene begiz ikusiko. (réponse) Idek begiak ez beldur ukan / Euskaldunak beti hor gara, Gure kizkuntza heltzen ari da / da eremu berrietara, Atzo baserrin egun hirian / ahotik belarritara, Alorretatik karriketara / jalgi hadi gure euskara. | La soi-disant modernité me provoque comme un pincement, Devenus Français ou Américains, nous ne sommes plus de notre pays, Et pour l'éternité nous pourrions perdre notre langue, Je crains d'en être le témoin de mon vivant. (réponse) Ouvre les yeux, n'aie pas peur, nous Basques sommes toujours là, Et notre langue conquiert de nouveaux espaces, Hier à la campagne, aujourd'hui en ville, de bouche à oreille, Des champs jusqu'aux places, exprime-toi, notre langue basque. |

#### Zortziko txiki
Lors d'une semblable joute oratoire, organisée en 2008, les deux bertsolari Miren Artetxe et Odei Barroso ont choisi le zortziko txiki sur le sujet suivant, adressé à la première : « Toi, Miren, tu es une employée de banque. Tu es en train de travailler quand Odei fait son apparition pour braquer l'établissement et, même si celui-ci a le visage caché, tu reconnais sa voix. » Miren improvise immédiatement avec le poème suivant :
| Maska batekin hor da / Banketxe erdian Nik neuk ezagutu dut / Oso era argian Ez baduzu nahi hori / Heldu den aldian Ez sartu hona kantatuz / Zortziko txikian ! | Il est là avec un masque au milieu de la banque. Moi je l'ai reconnu clairement à sa voix. Si tu veux éviter cela, la prochaine fois, N'entre pas ici en chantant un petit zortziko ! |

Ainsi, le côté dangereux ou inquiétant de la situation imposée par le sujet est immédiatement désamorcé par l'apparition fantaisiste d'un braqueur entrant dans la banque, cagoule sur le visage mais chantant à tue-tête un air populaire.
L'échange qui s'engage fait appel à toutes les ressources de l'imagination, chaque zortziko prenant appui sur le précédent pour rivaliser d'ingéniosité. Ainsi, Odei Barroso en vient finalement à l'idée que ce sont les banquiers et les financiers qui sont les véritables voleurs, en période de crise économique, ce qui permet à son adversaire de conclure avec élégance, en mêlant la fiction du sujet à la réalité du concours :
| Bertso ona izan da / Zurea da dana Eramazu etxera / Zuk diru andana Baina egin dezagun / Hobe erdibana Ofiziotan izan da / Egin dugun lana. | Le bertso a été bon. Tout est à toi, Ramène-le à la maison, tout cet argent. Mais ce que nous pourrions faire, c'est moitié-moitié, Puisque c'est dans cet office que nous avons fait ce travail. |

### Zortziko et hamarreko
L'hamarreko représente l'autre forme poétique propre au bertso. Hamar signifie « dix » en basque. Danielle Bohler et Gérard Peylet traduisent donc hamarreko par « formé de dix ». Il s'agit d'un poème de cinq vers, divisés en dix hémistiches : « si chaque vers comporte 13 syllabes (7/6) c'est un petit hamarreko : hamarreko txiki. Si chaque vers comporte 18 syllabes (10/8), c'est un grand hamarreko : hamarreko handi ».
Zortziko et hamarreko représentent « les quatre structures formelles principales ». Les auteurs signalent cependant qu'il existe d'autres formes, plus rares, et dont le nombre de syllabes n'est pas fixe. Ces poèmes de forme irrégulière, parfois complètement nouvelle, se présentent surtout lors des championnats de bertsolari. Ceux-ci se déroulent aussi bien en France qu'en Espagne, où se retrouvent souvent des bertsolari venus d'Amérique du Nord et d'Amérique du Sud, du fait de la diaspora basque.

### Poèmes de circonstance
Le zortziko est une forme d'expression privilégiée des bertsolari, même en dehors des concours et championnats. Gorka Aulestia confirme qu'il peut être improvisé sur des thèmes « aussi variés que les différents aspects de la vie quotidienne, tels que le sport, la culture, les relations sociales, la nature, Dieu, la mort, le monde et l'amour ».
Il conserve toujours un caractère spirituel. Le zortziko handi suivant a été composé par José Manuel Lujanbio, plus connu sous le nom de Txirrita, vainqueur du championnat de bertsolari en 1936 et célibataire endurci, quelques mois avant sa mort. Aulestia le transcrit sur huit vers, dans son ouvrage, ce que justifient l'abondance et la richesse des rimes, librement disposées sur l'ensemble du poème :
| Zenbat errezo egin izan det Nere denboran elizan, Ta pozik nago ikusirikan Pakian nola gabitzan. Ni naizen bezin kobarderikan Inor ezin leike izan Zemeak gerra ez joateatik Mutil zar gelditu nintzan. | J'ai dû faire beaucoup de prières Durant mon temps passé à l'église, Et je suis heureux de constater Que nous sommes en paix. Nul ne pourrait être Plus pacifiste que moi : Pour que mes fils n'aillent pas à la guerre, Je suis resté vieux garçon. |

## Musique
Dans les traditions du Pays basque, « la danse est toujours intégrée à la fête. Voltaire caractérise ainsi les basques, dans une formule devenue célèbre », extraite de La Princesse de Babylone : « les peuples qui demeurent, ou plutôt qui sautent au pied des Pyrénées ». Le zortziko représente également une forme de danse populaire, caractérisée par son rythme en valeurs pointées : le père Donostia le définit comme « un air dont la mesure est en 
, mesure divisée en deux fragments de 
 et de 
 qui se succèdent régulièrement ». Cette signification, généralement admise par les musicologues, est néanmoins contestée par le chorégraphe Juan Antonio Urbeltz, pour qui « zortziko renvoie à « sorchi », le conscrit, dont il est une dérivation phonique. Le zortziko est donc la danse des conscrits et, par extension, désigne la musique, le rythme et la manière de danser propres aux jeunes en âge de devenir conscrits ou soldats ».
De fait, le zortziko a d'abord été une danse réservée aux hommes : en Guipuscoa, le zortziko était « dansé par les procurateurs en grand uniforme et les principales dames de la ville. Bien plus qu'un divertissement, ce devait être une cérémonie véritable avec, à l'origine, une signification religieuse ». Par la suite, le zortziko s'est imposé comme le « type de musique basque par excellence ».

### Histoire

#### Chansonniers anciens
La culture basque est « pionnière artistiquement, contrairement à ce que beaucoup ont pu penser. Dans le domaine de la musique, on peut noter au XIVe siècle son apport au développement de la notation musicale » et, dans celui de la littérature, « une lyrique euskaldun (basque) variée et de caractère renaissant ». Ainsi, le Canconiero de Palacio (vers 1500) conserve un Villancico de Juan de Anchieta, Con amores, la mi madre (« Avec les amours, ma mère »), l'« un des rares cas de chanson au rythme irrégulier, que les basques identifient aujourd'hui naturellement comme un rythme de zortziko », trouvant « ses origines dans [ce] rythme basque de danse traditionnelle que l'on trouve dans le Canconiero d'Iztueta et qui perdure encore aujourd'hui ».

#### Collections étrangères
À la fin du XVIIIe siècle, les zortzikos répertoriés par Wilhelm von Humboldt étaient transcrits de manière indifférente à deux, quatre, cinq ou six temps. Cette indétermination se prolongea jusqu'au XXe siècle, et devint l'objet d'une véritable controverse musicale : Denis Laborde mentionne que « le père Azkue en rencontre à dix temps. Constantin Brăiloiu et Maguy Andral en font un bichrone irrégulier. Chaque innovation graphique se veut plus fidèle que toutes les autres à l'original chanté ou joué sur un instrument, mais elle se heurte immanquablement au cortège des réticences dévotes qui contraint son promoteur à une stricte observance du paradigme solfégique ». Parmi les exemples conservés, « on découvre, à la page 1590 des Papeles de Humboldt, que les zortzikos envoyés au linguiste prussien dans une transcription à 
 sont des faux. Après vérification, le correspondant rétablit la « juste graphie » du zortziko : à 
 ».
Dans un premier temps, les musiciens en étaient presque arrivés à un consensus consistant à noter tout zortziko chanté sur une mesure binaire (
) et tout zortziko dansé sur une mesure à 
, ce qui présentait un avantage de facilité, pour le chant comme pour la danse, cette dernière se trouvant opportunément assimilée aux autres danses de cour, comme la forlane ou la gigue. Étienne Barilier fustige cette attitude, considérant que « nul ne peut nier l'extraordinaire personnalité des musiques inspirées du folklore, nul ne peut confondre la saltarelle avec le zortziko, la sardane avec le menuet, même et surtout lorsque ces formes sont travaillées, enrichies, transcendées par la musique savante ».
Toujours selon Denis Laborde, « l'inscription graphique devient l'objet de fortes sollicitations. On transcrit, puis l'on ajuste. On confronte avec les musiciens, sur place, puis l'on administre des preuves. La transcription devient le produit d'une négociation entre la chose entendue, la chose transcrite et les habitudes de déchiffrage ». Certains compositeurs de l'époque romantique, dont Charles-Valentin Alkan, nomment « zorzicos » des pièces pour piano composées sur une mesure à cinq temps, mais qui ne respectent pas la coupe rythmique établie entre-temps par les musicologues.
En 1865, Théophile Gautier décrit les comparses devant l'église d'Atocha, « vêtus des costumes des différentes provinces, exécutant les danses nationales » : le zorzico, la jota aragonesa et la cachucha, « au son d'orchestres en plein vent ».

#### Premières publications
Une revue musicale parisienne, La lyre moderne, publie en 1813 six cahiers d'une vaste compilation intitulée « Les beaux jours de Séville, collection des meilleurs airs nationaux espagnols, avec accompagnement de guitare, de piano ou de harpe ». C'est ainsi que paraissent les deux premiers « zortzicos » transcrits correctement à 
, pour représenter la Biscaye : une « chanson et danse biscaïenne, composée par M. le comte de Peña Florida » et une « chanson et danse biscaiënne composée par Mme Mazarredo ». Selon le père Donostia, cette dernière était l'épouse ou la fille de l'amiral Mazarredo, de Bilbao. Toutes deux connaissant la musique, le musicologue reconnaît n'avoir « aucune raison de pencher pour l'une ou pour l'autre des Mazarredo pour savoir à laquelle attribuer la paternité du zortziko ».
Les airs basques pouvaient « indifféremment être chantés ou dansés. De toutes ces danses, la principale est l'aurresku (es), appelée aussi zortzico », selon un observateur en 1878 : « c'est celle que l'on exécute presque exclusivement dans les romerías ; elle est du reste assez compliquée ».

#### Collections basques

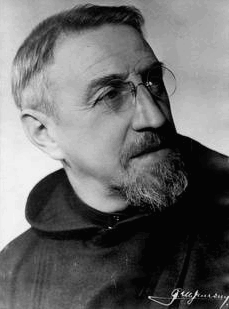
Le père Donostia.
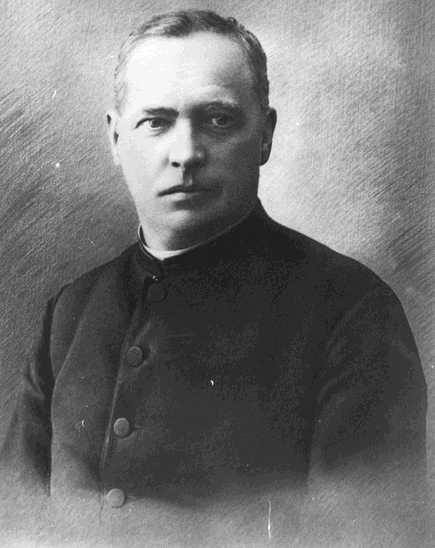
Le père Azkue.

Les travaux de collectage réalisés par le père Azkue et le père Donostia, à la fin du XIXe siècle, ont permis de conclure de manière formelle que « le zortziko populaire "légitime" existe bien, mais la place qu'il occupe dans le corpus traditionnel est assez modeste : cinquante-cinq mélodies seulement, sur les 1001 pièces du chansonnier d'Azkue, ». Le zortziko suivant (no 359 du Cancionero popular vasco) parmi les « danses sans paroles » (Danzas sin palabras) est une pièce recueillie à Tolosa, faisant partie des musiques pour le Corpus Christi :

Dans une conférence prononcée en 1901, le père Azkue mettait en garde ses auditeurs contre une assimilation qu'il jugeait erronée et préjudiciable à l'art basque « véritable », faisant du zortziko l'objet d'une nouvelle polémique : 

« Ce n'est pas parce qu'une mélodie est sue par cœur par tout le monde qu'elle mérite d'être appelée populaire. […] Popularisées sont chaque année des chansons étrangères, de quelque zarzuela à la mode, mais qui ne peuvent pas non plus aspirer à être incluses parmi les pages de la musique populaire. Popularisés courent par ici beaucoup de zortzikos qui, s'ils demandent par leur mètre les accents de la très douce langue basque, qui n'est appréciée de personne comme elle devrait l'être, réclament par leur mélodie un texte dans l'idiome de Dante ; et pour cela même, jamais ils n'obtiendront en justice le titre de musique populaire basque. »

Les travaux entrepris par ces deux auteurs ont ainsi confirmé le caractère authentiquement basque du zortziko, expression « d'un folklore réel, sans équivoque », mais dénoncé dans le même temps son succès en musique classique, et les diverses influences, espagnole, italienne et française, auxquelles il s'est trouvé naturellement exposé. L'aboutissement de ces recherches et l'épanouissement du répertoire en viennent « progressivement à former une sorte de folklore réel, mi-rural, mi-urbain ».

### Caractéristiques

#### Rythme
Musicalement, le zortziko est défini comme une « danse populaire basque rapide à 
, avec des rythmes pointés sur les temps faibles de chaque mesure ».
Le père Azkue observe dans La Música popular vasca qu'il s'agit « d'un rythme très curieux, original, élégant, agreste ; mais difficile, absorbant, asservissant ». Les spécialistes s'insurgent contre la composition de « zortzikos habanerescos », nombreux dans la musique vocale et le répertoire pour piano : « lie de la musique universelle mesurée en 
 » pour le père Azkue, « ordure de salon » selon le père Donostia. Ils reprochent aux compositeurs d'entendre « dans la mesure à 
 une diminution de la dernière pulsation de la barcarolle » ou de la habanera.
Leurs recherches ont également établi que le rythme mesuré à cinq temps recouvre en fait « deux types de zortziko : le zortziko chanté, lent, grave ou mélancolique, souvent de forme tripartite, qui adopte un rythme de croches régulières, et le zortziko dansé, basé sur le rythme pointé, vif et précis (nécessaire à la danse), auquel on se réfère quand on parle du rythme de zortziko ». Dans la pratique de la musique populaire des txistularis, le zortziko « ne correspond pas exactement à la mesure écrite, mais s'interprète avec une petite irrégularité utile aux danseurs et que pratiquent naturellement les instrumentistes qui jouent sans partitions ».
Louis Aguettant, abordant la musique de Charles Bordes, note que ce compositeur « s'était fait une âme basque. Or, la musique de ce pays a des caractères rythmiques spéciaux : le tempo zortzico notamment. C'est dans ce rythme curieux (à 
) qu'est écrit le Caprice à cinq temps », entre autres partitions pour piano.
Dans une étude sur « les musiques de la nostalgie », le philosophe et musicologue Vladimir Jankélévitch commente l'« Errimina, « nostalgie pour guitare » [où] le père Donostia évoque la rêverie d'un Basque exilé qui pense à la patrie perdue : une pédale obsédante, le rythme impair du zortziko, les harmonies douloureuses expriment tour à tour l'exaltation de l'espoir et la tristesse infinie ».

#### Instrumentation et adaptations
L'instrumentation traditionnellement associée à cette danse est composée du txistu et du tamboril. Charles Bordes, Isaac Albéniz, Pablo de Sarasate et Gabriel Pierné, entre autres, ont composé des œuvres pour piano, musique de chambre ou orchestre symphonique sur le rythme du zortziko. L'orthographe « zorzico » (ou « zortzico ») a perduré jusqu'au milieu du XXe siècle. Parmi les compositeurs basques, il convient de citer José Juan Santesteban, Jesús Guridi, José María Usandizaga et Pablo Sorozábal, dont les opéras ont porté le zortziko sur la scène de nombreux théâtres lyriques.
Le « Zortzico » d'Albeniz, 6e et dernière pièce de sa suite pour piano España op. 165, composée en 1893, présente à la main gauche le rythme de danse pointé — sur une seule note répétée (si) de manière significative, pour en accuser le caractère originellement confié à la percussion :
Un an auparavant, le 27 juin 1892, Camille Saint-Saëns assistait à la création de son Trio pour piano, violon et violoncelle no 2 en mi mineur op. 92, dont le second mouvement, Allegretto en mi majeur, s'ouvre sur un dialogue entre le violon et le piano, rejoints par le violoncelle, sur un rythme de zortziko jusqu'à la 72e mesure :

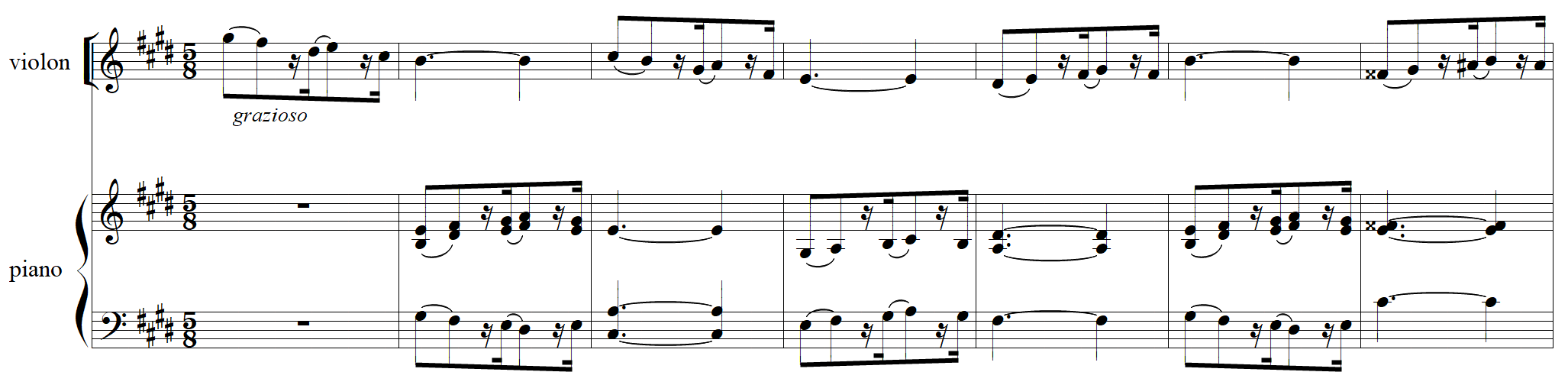
Premières mesures de l'Allegretto du Trio avec piano no 2 de Saint-Saëns.

Avec un esprit de recherche et une curiosité intellectuelle que Claude Debussy résumait en déclarant « Saint-Saëns est l'homme qui sait le mieux la musique du monde entier », l'auteur du Carnaval des animaux est le premier compositeur français à s'intéresser au zortziko. Son Trio n'en témoigne pas moins d'un goût marqué pour « le genre d'apparat et le brio de concert », dont Vladimir Jankélévitch perçoit l'influence sur l'œuvre de Maurice Ravel. Le langage musical de Saint-Saëns est exempt de toute intention folklorique, et la partition ne mentionne même pas le rythme de zortziko. Natalie Morel Borotra considère néanmoins que c'est « grâce à lui qu'une musique basque franchit les frontières ».

#### Recueils de chant

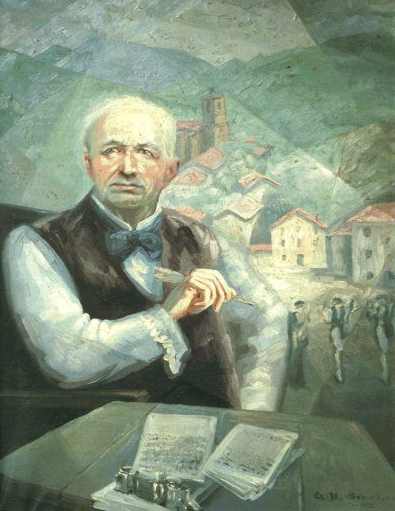
Juan Ignacio de Iztueta
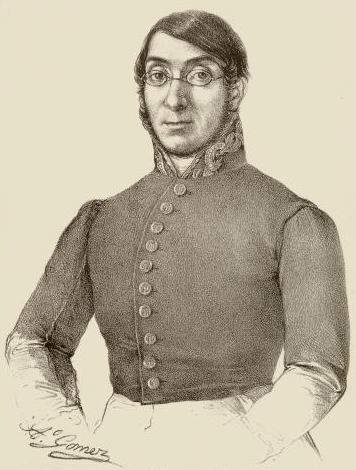
Pedro de Albeniz
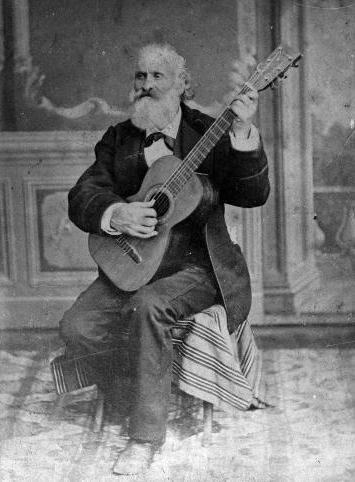
José Maria Iparraguirre

La coupe rythmique du zortziko est également utilisée pour des mélodies populaires basques, collectées et publiées dès le début du XIXe siècle. Le premier recueil complet fut publié à Saint-Sébastien en 1826, sous la direction de Juan Ignacio de Iztueta et Pedro de Albeniz.
La parution de cet ouvrage, l'Euscaldun anciña anciñaco (Recueil de « très anciens airs basques »), acquiert d'emblée une importance considérable pour la reconnaissance de la musique basque. Le titre complet, Euscaldun anciña anciñaco ta are lendabicio etorquien dantza on iritic pozcarri gaitzic gabecoen soñu gogangarriac bezen itz neurtu edo versoaquin (soit « Les très anciens airs basques sur lesquels s'accompagnent les danses d'une vivacité innocente en usage depuis un temps immémorial avec les paroles qui s'y rapportent ») exprime, selon Denis Laborde, la volonté d'« un pèlerinage aux sources inséparable, ici, d'un travail de monumentalisation ».
L'avertissement d'Iztueta est sévère : « Cette collection ne doit pas être considérée comme un objet de loisir, mais comme un véritable monument national ». L'auteur ne manque pas de traduire de manière poétique le caractère ambitieux de son projet musical, comme le sentiment de satisfaction éprouvé, une fois l'œuvre achevée. On trouve ainsi, à la page 364 du recueil imprimé, ce zortziko txiki à valeur de signature, non sans une allusion aux récents désastres de la guerre :
| Bucaera-naidiot / Éman obra oni Bai eta onoreac / Cantuz Euscarari Icusiditu onec / Zembait egun-orri Bañan garaitpenduric / Chit dago gaur ongui. | Je veux mettre fin / À mon travail, Ainsi qu'à sa célébration / En chant de l'euskara. Celui-ci a connu / Des jours funestes, mais nous le voyons aujourd'hui / Satisfait d'avoir vaincu. |

Le recueil d'Iztueta présente deux particularités majeures : « la notation musicale entre, pour l'une des toutes premières fois de l'histoire des musiques traditionnelles, dans le recueil imprimé », et cette réalisation anticipe d'un demi-siècle la grande majorité des publications entreprises dans ce sens en Europe. À titre d'exemples, Edmond de Coussemaker n'entreprend la publication de ses Chants populaires des Flamands de France qu'en 1856 et Julien Tiersot lance une grande opération de recension de chants populaires à partir de 1885. Tiersot « organise presque chaque été des fêtes à Saint-Jean-de-Luz pour maintenir la tradition des jeux et des chants ». Son initiative aboutit aux travaux de Bourgault-Ducoudray pour la Basse-Bretagne et de Vincent d'Indy pour le Vivarais, jusqu'à Maurice Emmanuel avec les Trente chansons bourguignonnes du pays de Beaune publiées en 1917.
Les recueils de chants populaires basques publiés au XIXe siècle se sont enrichis de nouvelles compositions comme Fueroak (« Les fors »), Maintoni, Beltzerena (« Celui/celle qui a du noir »), et ont intégré très tôt les œuvres de José María Iparraguirre, dont Gazte Gaztetatikan (« Depuis mon plus jeune âge »), Ezkongaietan (« Durant les noces »), Gitarra Zahartxo Bat (« Une vieille petite guitare »), Zibilak Esannaute (« Les policiers de la Guardia Civil m'ont dit »), Ara nun diran Mendi Maiteak (« Voilà nos montagnes bien-aimées »), Adio Euskal Erriari (« Adieu, Pays basque ») et le célèbre Gernikako Arbola (« l'Arbre de Guernica ») composé en 1853.

### Gernikako Arbola
| Gernikako arbola / da bedeinkatua, Euskaldunen artean / guztiz maitatua : Eman ta zabal zazu / munduan frutua. Adoratzen zaitugu / arbola santua. Mila urte inguru / da esaten dutela Jainkoak jarri zuela / Gernikan arbola ; Zaude bada zutikan / orain da denbora, Eroritzen bazera / arras galdu gera. | L'arbre de Gernika est béni, Aimé des Basques par dessus tout : Donne ton fruit et répands-le de par le monde. Nous t'adorons, arbre saint. Voici environ mille and, on dit Que Dieu planta l'arbre de Gernika ; Demeure donc debout maintenant ou jamais, Si tu tombes, nous sommes perdus. |

José María Iparraguirre, « accompagné au piano par son ami le compositeur Juan Maria Blas Altona, participait au premier concours de poésie basque », en 1853, « à l'occasion des jeux floraux de Madrid ». Ce zortziko est devenu un véritable « hymne national » non officiel du peuple basque. Selon Denis Laborde, « insaisissable, indéfinissable, le rythme pointé se voit investi d'une double valeur d'éternité et d'identité et, dès lors, allégorisé, indexé à toutes les formes d'héroïsation ».
La presse officielle, sous la troisième république, considérait avec bienveillance et paternalisme « cette glorification de la petite patrie qui ne vise qu'à fortifier la grande : son caractère subversif s'estompe pour celui qui veut n'y voir qu'une apologie des traditions séculaires ». Le compositeur et musicologue Charles Bordes, fondateur de la Schola Cantorum de Paris mais « basque de cœur et d'adoption », exprimait toute l'ambiguïté de ce chant, dans son compte-rendu des « Fêtes de la Tradition », en 1899 :

« L'histoire du Gernikako Arbola est déjà vénérable : il a soutenu des luttes héroïques, vibré sur les chants de bataille, et reçu le baptême du sang. En France comme en Espagne, les Basques se lèvent et se découvrent quand il éclate dans les fêtes. Il fait passer des éclairs dans tous les yeux. Saluons donc avec respect et avec amour la fougueuse chanson, bien qu'elle sente un peu la poudre, puisqu'elle a été choisie par les Basques pour représenter l'esprit même de leur race, cet esprit d'indépendance farouche, de fierté, de courage, de toujours jeune ardeur. Pour nous, elle représente avant tout le culte des traditions séculaires, toute la foi, toute la vertu et tout l'art des sept provinces : Zazpiak Bat sonne donc le Gernikako Arbola ! »

### Maurice Ravel et la musique basque
Le premier mouvement du Trio avec piano en la mineur de Maurice Ravel, composé à Saint-Jean-de-Luz en 1914 et « dont le premier thème est de couleur basque » selon le témoignage du compositeur, s'inspire du rythme de zortziko en le développant selon un schéma plus complexe, sur une mesure notée 
. En effet, 5 est un nombre de Fibonacci — somme de 2 et 3 — 8, étant le nombre de Fibonacci suivant, fait « allusion au sens primitif de zortziko : à huit ». Les premières mesures du Trio se lisent donc « 
 » ou « 
 » selon l'analyse qu'en propose Peter Kaminsky. La main gauche, qui ne donne qu'une seule note (mi, « volant d'octave en octave »), est notée à quatre temps :

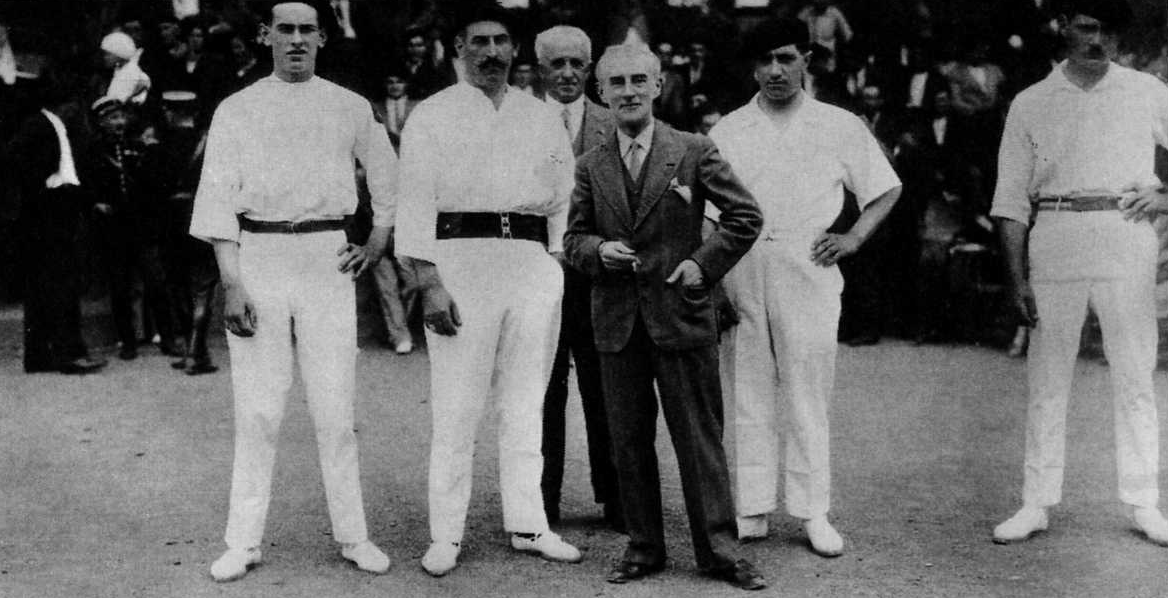
Maurice Ravel avec les pelotari de Saint-Jean-de-Luz, lors de l'inauguration du quai Maurice-Ravel à Ciboure, le 24 août 1930.

Vladimir Jankélévitch assimile ce motif en valeurs pointées à « une impondérable chanson que son rythme ambigu et ses fins accords de trois notes rendent plus aérienne encore ; deux strophes — motif et contremotif — qui sont pour ainsi dire les deux versants de la chanson occupent ainsi douze mesures ». En comparaison du « charmant et quadruple badinage du Quatuor à cordes » de 1904, il s'agit d'une « œuvre incomparablement plus tendue, plus éclatante aussi, plus volontaire : le radieux chef-d'œuvre de la maturité ».
Le deuxième mouvement du Trio op. 45 de Gabriel Pierné, Allegretto scherzando, présente une mesure à 
 qui, selon Hervé Lacombe, « semble bien procéder des recherches autour du zortziko basque, que l'on rencontre justement dans le deuxième mouvement
du Trio no 2 de Saint-Saëns ou dans le premier mouvement du Trio de Ravel, puis dans le propre Quintette de Pierné ».
En 1927, Maurice Ravel rend visite au père Donostia au monastère de Lekaroz : celui-ci lui fait entendre, entre autres pièces, son zortziko Errimina et l'auteur du Boléro interprète sa Sonatine, dont le thème principal est également d'inspiration basque. Ravel a composé un autre zortziko, à cinq temps (
), avec la « chanson épique » de Don Quichotte à Dulcinée, sa dernière œuvre achevée (1932) que René Dumesnil considérait comme « une suite de danses — guajira, zortzico et jota aragonese ». Pour cette mélodie, le compositeur a employé « un zortziko du premier type, lent, solennel, fervent », tel que le père Donostia et le père Azkue définissaient le zortziko chanté.
C'est ainsi que Ravel « participe à ce mouvement de reconnaissance d'une empreinte euskarienne par les zortzikos des deux types ».

### Zortziko en musique classique

#### Œuvres pour orchestre
- Premier thème de l'Ouverture sur des thèmes populaires basques pour la musique de scène de Ramuntcho de Gabriel Pierné (1908), d'après le roman de Pierre Loti[97],
- Ensueños, 2e mouvement des Danzas fantásticas, op. 22 de Joaquín Turina (1919, orchestrées en 1921),
- 2e et 3e mouvements (Zortziko à 
 et Ezpatadantza à 
) de la suite Danse symphonique dans le style basque de Hermann Wetzler, extraite de son opéra Die Baskische Venus, op. 14 (1926-1928)[98],
- 2e variation des Variaciones sinfónicas sobre un canto popular (1927) de Pablo Sorozábal[99],
- 7e mouvement du Ballet vasco (1941) de Jesús Guridi[100],
- 8e mouvement (Danza) des Diez melodías vascas (1941) de Jesús Guridi[101],
- Zortzikoa, 1er mouvement de la Rhapsodie basque (1945) de Francisco de Madina,
- 3e mouvement de la suite El paso montanesa (1979) du compositeur hollandais Kees Vlak, pour orchestre d'harmonie,
- Zortziko dantza (2005) de Félix Ibarrondo, pour grand orchestre[102].
- Zortziko (2009) de Michael Finnissy, pour orchestre[103].

#### Œuvres concertantes
- Zortziko Miramar pour violon et orchestre, op. 42 de Pablo de Sarasate (1899)[104],[105],
- Fantaisie basque pour violon & orchestre, op. 49 de Gabriel Pierné (1927) — section centrale sur un rythme de zortzico[106],
- Zortziko, 2e mouvement du Concerto vasco pour quatre guitares et orchestre (1969) de Francisco de Madina.

#### Musique de chambre
- 2e mouvement, Intermezzo — Zortziko de la Suite basque pour flûte et quatuor à cordes op. 6 de Charles Bordes (1887, rev. 1890),
- Allegretto, 2e mouvement du Second trio pour piano et cordes, op. 92 de Camille Saint-Saëns (1892)[107],
- Zortziko Adiós montañas mías pour violon et piano, op. 37 de Pablo de Sarasate (1895)[108],
- Zortziko de Iparraguirre pour violon et piano, op. 39 de Pablo de Sarasate (1898)[109],
- Zortzico, 3e mouvement du Cuarteto no 1, op. 4 de Joaquín Turina (1911), pour quatuor à cordes[110],
- Introducción, Zortziko e Final du Quarteto sobre temas populares vascos de José María Usandizaga (1915, posthume),
- 2e mouvement, sur un rythme de zortzico[111], du Quintette pour piano et cordes, op. 41 de Gabriel Pierné (1916-1917)[112],
- « Intermède » du Concert pour piano, violoncelle, flûte et clarinette (1922) de René de Castéra,
- 3e variation, pour piano seul, du 2e mouvement du Premier trio pour piano, violon et violoncelle, op. 35 de Joaquín Turina (1925)[110],
- Zortziko pour violon et piano (1928) de Manuel Quiroga Losada,
- 2e mouvement, Scherzo molto vivace, du Trio pour piano, violon et violoncelle no 2, op. 76 de Joaquín Turina (1933)[110],
- 2e variation du 1er mouvement, Lento con variaciones, de la Deuxième sonate pour violon et piano, op. 82 de Joaquín Turina (1934)[113],
- Lau Zortziko (« Quatre zortziko ») de Tomás Garbizu pour txistu, tamboril et piano[114].

#### Musique vocale
- Sorzico (noté à 
)[115] de Gioacchino Rossini, composé sur le poème Mi lagnerò tacendo de Pietro Metastasio (également mis en musique dans les Péchés de vieillesse[116]),
- « Chanson épique », 2e mélodie de Don Quichotte à Dulcinée de Maurice Ravel sur des poèmes de Paul Morand (1932, orchestré en 1934),
- Ametsetan (« Dans les rêves ») et Lotoren lorak (« Fleur de Lotus »), 1re et 4e mélodies des Siete Lieder de Pablo Sorozábal (1929, orchestrés en 1956)[117],
- El día de las regatas (« Le jour de la course »), mélodie de Jesús Guridi (1941),
- Maite, Eguzki Eder (« L'amour, le beau soleil ») pour chœur et orchestre, de Pablo Sorozábal (extrait en 1954 de la musique du film Jai-alai de 1946, orchestré en 1978)[118],
- Euskalerria (« Pays basque ») pour chœur et orchestre, de Pablo Sorozábal (1963, orchestré en 1978)[119],
- Ez dut ahaztu (« Je n'ai pas oublié mon identité »), dernière pièce des Paroles contre l'oubli, op. 57 de Thierry Machuel, pour chœur mixte a cappella[120] (2009).

#### Piano seul
- Réconciliation, petit caprice en forme de Zorcico ou air de danse basque à cinq temps (1857) de Charles-Valentin Alkan,
- Zorcico, danse ibérienne à cinq temps (1864) de Charles-Valentin Alkan,
- Aritzari, « zortcico pour piano » de Dámaso Zabalza (es)[121],
- Enri maitea, « zortzico pour piano » (1884) de Ramon Roig i Torné (es)[122],
- Caprice à cinq temps (1891) de Charles Bordes[123],
- Hernaniri, « zortziko-coro » de José Antonio Santesteban[124],
- Euskal-Erria, « zortzico pour piano » (1891) de José María Echeverría[125],
- Zortzico en mi mineur (1891-1893)[126] et la dernière pièce de la suite España, op. 165 d'Isaac Albéniz (1893) en mi majeur[127],
- Album de zortzicos (1913), 16 zortzikos d'Estanislao de Furundarena[128],
- Muerdago, zortzico del dolor, 2de pièce des Danzas viejas (1947) de Jesús Guridi,
- Zortziko, pièce no 47 des Tonadas (vol.IV, 1961) de Joaquín Nin-Culmell,
- Zortziko — Zubia egiteko (« pour former un pont »), 3e mouvement de la suite Aurresku de Tomás Garbizu,
- 3e danse, tiempo de zortziko, des Danzas vascas de Tomás Garbizu,
- Zortziko (2000) de Ramon Lazkano[129].

#### Harpe
- Viejo zortzico ou Zortzico zarra (1960) de Jesús Guridi.

#### Guitare
- El arbol de Guernica (1910) de Daniel Fortea i Guimerà[130],
- La del Pañuelo Rojo (1919) de Francisco Cimadevilla[131].

### Recueils
- (eu) Juan Ignacio de Iztueta, Gipuzkoako Dantzak, Saint-Sébastien, Eusko-Ikaskuntza, 1973, 55 p.,
- (es) José Juan Santesteban, Aires vascongados, Saint-Sébastien, Sendoa, 1981, fac-similé non paginé,
- (es) Aita Donostia, Obras completas, Bilbao, GEV, 1983, vol.I à III,
- (es) José Antonio de Donostia, Obras completas, Saint-Sébastien, Eusko-Ikaskuntza, 1985, vol.IV et V,
- (es) Resurrección María de Azkue, Cancionero popular vasco (2 vol.), Bilbao, Euskalzaindia, 1990, 1311 p. (lire en ligne)

### Ouvrages généraux
- Louis Aguettant, La Musique de piano : des origines à Ravel, Paris, Albin Michel / L'Harmattan, coll. « Les Introuvables », 1999 (1re éd. 1954), 446 p. (ISBN 978-2-738-48141-2).
- Étienne Barilier, La ressemblance humaine, Paris, L'Âge d'Homme, 1991 (ISBN 978-2-82510-161-2).
- Danielle Bohler et Gérard Peylet, Le temps de la mémoire II : soi et les autres, Presses Universitaires de Bordeaux, 2007 (ISBN 978-2-33629-909-9).
- Claude Debussy, Monsieur Croche, antidilettante, Paris, Gallimard, coll. « L'Imaginaire », 1987, articles rassemblés de 1901 à 1917 (ISBN 2-07-071107-2).
- Éric Dicharry, L'écologie de l'éducation : Un anthropologue à l'école du bertsularisme en Pays basque, Paris, Éditions L'Harmattan, 2013 (ISBN 978-2-90344-079-4).
- Éric Dicharry, Le rire des basques, Paris, Éditions L'Harmattan, 2013 (ISBN 978-2-29653-196-3).
- Mixel Esteban, La langue basque, Romorantin, Éditions CPE, 2012, 160 p. (ISBN 978-2-84503-984-1).
- Théophile Gautier, Loin de Paris, Paris, Michel Lévy frères, 1865, 372 p. (lire en ligne), « En Espagne », p. 141-228.
- Vladimir Jankélévitch, L'irréversible et la nostalgie, Paris, Flammarion, coll. « Champs essais » (no 123), 2011 (1re éd. 1974), 392 p. (ISBN 978-2-0812-5244-8, ISSN 0768-1011).
- Lucien-Louis Lande, Basques et Navarrais, souvenirs d'un voyage dans le nord de l'Espagne, Paris, Didier, 1878, 378 p. (lire en ligne), « Le Guipuzcoa », p. 229-254.
- Denis Laborde, Six études sur la société basque : Le zortziko d'Iztueta, Paris, Éditions L'Harmattan, 2005 (ISBN 978-2-29638-575-7).
- Pierre Loti, Figures et choses qui passaient, Paris, Calmann-Lévy, 1898, articles rassemblés en 1925.
- Prosper Mérimée, Carmen, Paris, Calmann Lévy, 1890 (1re éd. 1845), 106 p. (Texte disponible sur wikisource)
- Natalie Morel Borotra, L'opéra basque (1884-1937) : et l'art basque descendit des montagnes, Saint-Étienne-de-Baïgorry, Éditions Izpegi, 2003, 450 p. (ISBN 2-909262-16-2).
- Walter Starkie, L'Espagne : voyage musical dans le temps et l'espace [« Spain: A Musician's Journey Through Time and Space »], vol. II, Paris/Genève, Edisli/René Kister, coll. « Histoire universelle de la musique », 1959 (1re éd. (en)1958), 190 p. (OCLC 995180654), « Au pays des basques », p. 9-16.
- François-René Tranchefort (dir.), Guide de la musique de chambre, Paris, Fayard, coll. « Les Indispensables de la musique », 1987, 995 p. (ISBN 2-213-02403-0, OCLC 21318922, BNF 35064530).

- Guy Sacre, La musique pour piano : dictionnaire des compositeurs et des œuvres, vol. I (A-I), Paris, Robert Laffont, coll. « Bouquins », 1998, 1495 p. (ISBN 978-2-221-05017-0).
- Guy Sacre, La musique pour piano : dictionnaire des compositeurs et des œuvres, vol. II (J-Z), Paris, Robert Laffont, coll. « Bouquins », 1998, 2998 p. (ISBN 978-2-221-08566-0).
- Voltaire, La Princesse de Babylone, t. 21, Paris, Garnier, 1877 (1re éd. 1768), p. 427-433 (Texte disponible sur wikisource).

### Ouvrages spécialisés
- (en) Gorka Aulestia Txakartegi, Improvisational poetry from the Basque country, Reno, University of Nevada Press, coll. « The Basque series », 1995, xiii-252 (ISBN 978-0-87417-201-0, OCLC 1122975995).
- (es) Resurrección María de Azkue, La música popular vasca, Bilbao, GEV, 1967.
- Charles Bordes, La tradition au Pays basque : La musique populaire des basques, Saint-Sébastien, Elkar, 1899, réed. 1982,
- (eu) Collectif, Chants basques avec traduction, Bayonne / Saint-Sébastien, Uhaina / Elkar, coll. « Akapela », 2000, 283 p. (ISBN 978-2-91315-626-5),
- Aita Donostia, Essai d'une bibliographie musicale basque, Bayonne, Bulletin du Musée Basque, 1931.
- (es) Carlos Sanchez Equiza, En torno al zortziko, Txistulari/Dantzariak no 146, 1991,
- Joxerra Garzia, Jon Sarasua et Andoni Egaña, L'art du bertsolarisme : Réalités et clés de l'improvisation orale basque, Bertsozale Elkartea, 2001, 254 p. (ISBN 978-8-48928-327-5),
- Francisco Gascue, L'aurresku basque, Paris, Bulletin français de la SIM, 1912,
- Jean Haritschelhar, Être basque, Privat, 1983 (ISBN 2-7089-5000-2),
- (en) Estibaliz Gastesi Latorre, Basque keyboard music of the eighteenth century : A study of its contribution to the Iberian repertory, Tucson, University of Arizona Press, 1995, 129 p. (ISBN 978-0-87417-201-0, OCLC 1118676507, lire en ligne)
- (es) Juan Antonio Urbeltz, Música militar en el País Vasco, Pampelune, Pamiela, 1989 (ISBN 978-8-47681-090-3).
- Julien Vinson, Les Basques et le pays basque : mœurs, langage et histoire, Paris, Librairie Léopold Cerf, 1882, 149 p. (lire en ligne).

### Monographies
- Michèle Alten et Sylvie Douche (dir.), Maurice Emmanuel, compositeur français, Université de Paris-Sorbonne (Paris IV) : Les compositeurs français et le folklore : L'originalité de Maurice Emmanuel, Prague, Bärenreiter, 2007, 288 p. (ISBN 978-80-86385-34-1 et 80-86385-34-5, OCLC 312635540), p. 97-106.
- Vladimir Jankélévitch, Ravel, Paris, Seuil, coll. « Solfèges » (no 3), 1995 (1re éd. 1956), 220 p. (ISBN 2-02-023490-4 et 978-2-020-23490-0).
- Brigitte François-Sappey et François Luguenot, Charles-Valentin Alkan, Paris, Bleu nuit éditeur, coll. « Horizons » (no 34), 2013, 176 p. (ISBN 978-2-35884-023-1).
- (en) Peter Kaminsky, Unmasking Ravel : New perspectives on music, New York, University Rochester Press, 2011, 354 p. (ISBN 978-1-58046-337-9).
- Étienne Rousseau-Plotto, Ravel : Portraits basques, Biarritz, Atlantica, 2016, 340 p. (ISBN 978-2-7588-0211-2, BNF 39272583).
- Christine Souillard et Rémy Stricker (dir.), Ravel, Paris, Éditions Jean-Paul Gisserot, coll. « Pour la musique », 1998, 128 p. (ISBN 2-87747-370-8).

### Articles
- Florent Schmitt, « Les Concerts », Le Temps,‎ 15 décembre 1934 (lire en ligne)